# Dioscorea sexrimata
Dioscorea sexrimata là một loài thực vật có hoa trong họ Dioscoreaceae. Loài này được Burkill mô tả khoa học đầu tiên năm 1950.